# ترژک
ترژک (به چکی: Tržek) یک منطقهٔ مسکونی در جمهوری چک است که در Svitavy District واقع شده‌است.

## خصوصیات
ترژک ۱٫۷۱ کیلومترمربع مساحت و ۱۶۷ نفر جمعیت دارد و ۳۰۶ متر بالاتر از سطح دریا واقع شده‌است.